# Elisa Bartoli
Pour les articles homonymes, voir Bartoli.
Elisa Bartoli, née le 7 mai 1991 à Rome, est une défenseure italienne de football. Elle joue pour le FC Inter Milan dans le championnat de Serie A féminine.

## Carrière en club
Elisa Bartoli joue pour le GS Roma CF dans ses équipes de jeunes jusqu'à la faillite du club en 2012. Elle songe à arrêter le football mais décide de rejoindre l'ASD Torres Calcio. En Sardaigne, loin de la capitale, la Romaine s'impose dans l’équipe de Manu Tesse et remporte son premier championnat et une Super Coupe. Lorsque le club disparaît en 2015, Bartoli signe avec l'ASD Mozzanica avant de rejoindre la Fiorentina un an plus tard. En 2018, elle est nommée capitaine de l'AS Roma.

## Équipe nationale
Elle est sélectionnée en équipe nationale pour participer au Championnat d'Europe féminin de football 2013.
En 2019, elle fait partie des 23 joueuses retenues afin de disputer la Coupe du monde organisée en France.

## Palmarès

### Sélection
- Championnat d'Europe -19 ans :
  - Vainqueur : 2008.

### Club
- Championnat d'Italie :
  - Vainqueur : 2013, 2017.
- Championnat d'Italie D2 :
  - Vainqueur : 2008.
- Coupe d'Italie :
  - Vainqueur : 2017, 2018.
- Supercoupe d'Italie :
  - Vainqueur : 2012, 2013.